# 陳建民
陳 建民（ちん けんみん、男性、1919年6月27日 - 1990年5月12日）は、四川料理の料理人。中華民国四川省永寧道富順県李橋鎮陽家嘴生まれ。日本における四川料理の父といわれた。
中国系日本人1世で、来日後に日本に帰化しており日本名は東 建民（あずま けんみん）といった。息子の陳建一、孫の陳建太郎も料理人。

## 来歴
家族は10人兄弟。3歳の時に父親を亡くし、一家は困窮する。そのため村の学校には行けず7歳で富裕な家の子が家庭教師で家で勉強した時1年間同席勉強したのみ。8歳の時点で石炭運搬の仕事をしていた。2年後の10歳の時、叔父の紹介で母と宜賓に移り住んだ。
幼い頃、母親との生活で十分食べられず食べ物と食事に興味を持ったという。大工道具は使えず、売り声を出すのもできないが料理はできたので、美味しいものをいっぱい食べられたらどんなにいいかという気持ちで料理の道に入っていったと語る。11か12歳で蕎麦小店「海清園」、次に14歳で北京料理・四川料理の宴会など出先で作る「京川飯店」などの料理店で見習いから働き16歳で一人前となり20歳まで勤める。しばらく宜賓で塩・たばこ・紙を仕入れて雲南省で売る行商をする。重慶で四川料理大店「會仙大厦」に副長で勤める。客トラブルで廃店になり別の店に半年いて1946年武漢の四川料理の蜀珍川菜館にスカウトで移る。さらに南京、上海の店へと移動していった。国共内戦終盤でインフレで時局の混乱で、友人の紹介で1947年に中国から台湾へと渡り、最初は台北の衡陽路にある料理店で3か月働き、その後、高雄まで南下して「凱歌帰」店で8カ月間。1948年、台湾を離れて香港に渡り、ホテル内の新店四川料理店の開業から5年間働き、最初1年はチーフコック、後4年間は社長兼任となる。
1952年（昭和27年）仲間の内輪もめで店を閉める。数年で移る放浪の習慣が身に付き、香港を出て黄昌泉（元は点心が得意）と共に観光ビザで日本に。同じく四川省出身の陳海倫（戦前に上海で高級ホステスをしていたという）の食客（居候）となり2か月間。次に宮田清一のまるみや果物店の2階の部屋に移る。1953年（昭和28年）春に陳海倫の依頼で外務次官の奥村勝蔵に宴席料理を供したのが縁で、依頼され外務省に出張料理を始める。
『東文基園』（通称「ゲストハウス」）で高級料理を出しパーティを開き、この店で手伝いをしていた関口洋子と1953年4月27日結婚する。1956年（昭和31年）、後年フジテレビのバラエティー番組『料理の鉄人』で知られる長男の建一が誕生した。
1958年（昭和33年）、台湾出身の龍智議と陳建民も4分の1出資する共同経営で新橋田村町に四川飯店を開業し、建民も厨房でコック長として働く。その成功を踏まえ、同出資で赤坂へ「赤坂四川飯店」を出店し田村町店は黄昌泉に任す。さらに3店目「六本木四川飯店」を出店する。後に建民が法人として各店を買収し四川飯店グループとする。
四川飯店経営の傍ら、NHKの『きょうの料理』などの料理番組に出演し、女性アシスタント・アナウンサーとの慣れない日本語による独特の「陳建民語」と言うべき言葉による軽妙なやり取りが話題になった。そして乾焼蝦仁をヒントに考案したエビのチリソース、回鍋肉、担担麺、そして醤油・胡椒が味付けのベースとなる和風麻婆豆腐などのレシピを公開し、言葉遣いと共に注目を集めた。
四川料理の成都菜・重慶菜は2大流派で、成都流は上品な宮廷料理だが、中国と違い日本の中華料理店では何でも出すし、自分の四川料理店でも宮廷料理だとか限ることもないと言う。また、四川料理以外に北京料理の北京ダックも注文され、そのため学んだので作ると言う。中国には無い定食もメニューにした。各地を回りいろんな料理を味わい作ってきて勉強となっていると言う。
1972年日中友好条約締結での台湾国交終焉で、中華民国籍で永住権を取る。1980年、日本に帰化する。これは中国人としてのプライドから後年まで大きな抵抗があったが、社業の関係から決断した。
元来、中華料理の世界は徒弟制で下働きをしながら盗み見て覚える（偸精学芸）ものであったが、建民はレシピの公開もやぶさかでなく1966年（昭和41年）には有志と恵比寿中国料理学院を設立するなど、中国料理の普及に大きく貢献した。徐々に充実させて、一般科、専門・研究・師範科など様々のコースや通信教育までした。建民没後の閉校までの24年間で15,000人以上の卒業生を出して中国料理の普及に寄与した。1983年、建民は妻の洋子、息子の建一とともに中国を訪れ、四川省富順県の先祖を弔い、父の墓を掃除した。1987年（昭和62年）に卓越技能表賞（現代の名工）を受賞した。
1990年（平成2年）5月12日、70歳で没した。

## 料理人の業績
- 陳建民は「私の中華料理少しウソある。でもそれいいウソ。美味しいウソ」と、日本の味覚に合わせたアレンジを行った。現在の日本では当たり前になっている「回鍋肉にキャベツを入れる」、中国では一般的な汁無しに対する「ラーメン風担担麺」、「エビチリソースの調味にトマトケチャップ」[注釈 2]、このアレンジこそが今日の日本での中国料理、とりわけ四川料理の普及に多大なる効果を発揮することになった。トマトケチャップアレンジについては、中国本土でも現在はそのような料理が見受けられると息子の建一が見聞したという。[18]
- 近鉄グループの会長を務めた佐伯勇との交流が深く、その縁で尹東成（シェラトン都ホテル大阪）、楊幸一（シェラトン都ホテル東京）、橋本暁一（四日市都ホテル）らの直弟子が近鉄グループのホテルの料理長を務めた。

## 人物
- 妻の洋子からの取材によると、建民は生涯3度の結婚歴がある。最初の結婚相手は資産家で「貴方は働かなくていい」と言われ、禁止されていたと知らずに阿片の栽培で儲けようとしたが、失敗して当局から追われることとなった。2度目の結婚は香港で料理店を仲間で経営し、軌道に乗っていたときであった。そして日本へ渡って生涯の伴侶となる洋子と出会い3度目の結婚をするが、建民のプロポーズは「私、香港に妻がいます。貴方と結婚しても、給料の半分は香港の妻のものです。それでも結婚してくれますか?」というものだった。しかし洋子は「正直な人だ」と思い、結婚したという[10]。

洋子は通訳で建民を支え、建民は洋子をママと呼び「神様のくれた宝物」と言った。
- 妻の洋子が結婚する時には彼女の両親や身内から、建民が四川省に娘、香港には息子と娘がいて、3つの家族を給料の半分で養っていたことを理由に猛反対された[19]。

## エピソード
- 陳建民・建一の一家をモデルにした連続テレビドラマ『麻婆豆腐の女房』が、2003年にNHK総合テレビで武田鉄矢、松坂慶子の主演で放送された。
- 『きょうの料理』で饅頭を作った時、アシスタントの広瀬久美子に「これは何個分ですか？」と訊ねられて「大きいの作る、少ない。小さいの作る、沢山」と答えた。また材料を手捏ねする理由を、「五本箸（＝指）からダシ出る」と述べた[注釈 3]。

## 出演CM
- 大阪ガス 企業広告（1989年、「おいしい暮らしのエネルギー 中国料理（四川料理）編」）

## 著書
- 中国料理技術入門 (1968年)
- 陳建民『さすらいの麻婆豆腐:陳さんの四川料理人生』平凡社〈平凡社ライブラリー820〉、1988年。ISBN 978-4-582-76131-3。
- 中国四川料理 - おそうざい - 基礎編 (1983年）
- 達人の四川料理 (1996年)